# Dotan (Stary Testament)
Dotan lub Dotain (hebr. דֹתָן) – miasto w Kanaanie znane ze Starego Testamentu.
Dotan miał znajdować się na północ od Sychem, 100 km na północ od Hebronu. Lokalizacja znana była Euzebiuszowi z Cezarei, którego zdaniem znajdowała się 12 mil na północ od miasta Samarii. Obecnie identyfikowane jest z Tell-Dothan w południowej części Niziny Jezreel, wśród wzgórz Gilboa.
Pierwszy raz zostaje wymieniony w Księdze Rodzaju 37,17 w związku z opowieścią o Józefie synu Jakuba. W Dotan Józef miał zostać sprzedany przez swoich braci kupcom madianickim.
Druga Księga Królewska widzi w Dotan siedzibę proroka Elizeusza (6,13). To w Dotan prorok miał mieć wizję góry pełnej ognistych rumaków i rydwanów (2 Krl 6,17).
W pobliżu starożytnego Dotan znajduje się żydowskie osiedle Mewo Dotan, którego nazwa została zaczerpnięta od toponimu biblijnego.